# Kaplica grobowa Habermannów w Sanoku
Kaplica grobowa Habermannów w Sanoku – zabytkowa kaplica grobowa na Cmentarzu Centralnym w Sanoku.

## Historia
Kaplica powstała w ramach tworzenia w 1895 nowego cmentarza komunalnego w Sanoku przy ulicy Rymanowskiej, według projektu architekta miejskiego, inż. Władysława Beksińskiego (projekt wraz z planem i strukturą nekropolii został opublikowany w „Czasopiśmie Technicznym” w 1896). Według zamysłu twórcy kaplica została ulokowana w centralnym punkcie prostokątnego obszaru cmentarza u zbiegu głównych alei, dzielących cztery dzielnice cmentarza. Inżynier W. Beksiński był jednocześnie projektantem kaplicy, wzniesionej w stylu neogotyckim.
Sprawa budowy kaplicy była omawiana na posiedzeniu Rady Miejskiej w Sanoku w dniu 6 czerwca 1895. Ówcześnie kaplica była przeznaczona dla zmarłej niedawno Józefy Habermann, a w perspektywie także dla jej rodziny oraz miała zostać wybudowana na koszt tejże. Tego dnia radni zgodzili się na postawienie kaplicy według planu magistratu z zastrzeżeniem, że rodzina Habermann złoży 250 złr. jako jednorazowy wieczysty legat na koszta utrzymania grobowca. Do podjętej uchwały przez Radę Miejską przyjęto także poprawki mówiącą, iż „gmina zastrzegła sobie zarząd nad kaplicą jako kaplicą mszalną, podczas gdy grobowiec należeć ma wyłącznie do użytku i zarządu rodziny Habermannów”. Do końca lipca 1895 kaplica została wybudowana i zadaszona. Nowy cmentarz został konsekrowany w Dzień Zaduszny, 2 listopada 1895. Od początku istnienia kaplicy na jej fasadzie były umieszczone napisy w języku niemieckim (celem ich usunięcia składano interpelacje w Radzie Miejskiej, w tym kilkakrotnie uwagi zgłaszał radny dr Jan Gaweł).
Pod kaplicą zostali pochowani:
- Józefa Habermann (wdowa po Hieronimie, zm. 2 maja 1895 w wieku 83 lat, pierwotnie pochowana na cmentarzu przy ul. Matejki)[13][14][15],
- Antoni Habermann de Haberfeld (do około 1895 adiunkt w urzędzie podatkowym przy starostwie c. k. powiatu sanockiego[16], stanu wolnego, zm. 23 maja 1916 w wieku 79 lat)[17],
- Leopold Habermann (urzędnik, zm. 11 marca 1917 w wieku 77 lat)[18],
- Franciszka Habermann de Haberfeld Owsiany (ur. w Kimpulungu, wdowa po Leopoldzie, zm. 21 sierpnia 1920 w wieku 72 lat)[19][12],
- Robert Habermann (nauczyciel prywatny, księgarz, zm. 9 kwietnia 1943 w wieku 62 lat)[20][21].

Kaplica służyła za dom przedpogrzebowy, zaś po wybudowaniu nowej kaplicy i domu przedpogrzebowego na Cmentarzu Centralnym w Sanoku pod koniec XX wieku pozostaje nieczynna. W drugiej połowie XX wieku w uroczystość Wszystkich Świętych 1 listopada sprawowana była uroczysta msza święta obrządku rzymskokatolickiego przy kaplicy.
Budynek kaplicy zostały wpisany do gminnego rejestru zabytków miasta Sanoka, założonego w 2014.